# Saint-Ay

Saint-Ay este o comună în departamentul Loiret din centrul Franței. În 1 ianuarie 2022 avea o populație de 3.691 de locuitori.